# Resultados do Carnaval de Niterói em 2012
O Carnaval de Niterói em 2012 contou com o desfile de 38 agremiações, entre escolas de samba e blocos, em passarela montada na Rua da Conceição. Os desfiles foram realizados entre sábado e terça-feira, sempre entre à noite e na madrugada seguinte, com entrada franca. A área destinada à apresentação das agremiações teve cerca de 500 metros, com a distribuição de módulos de cabines de jurados entre a Marquês de Olinda e Visconde de Sepetiba. Já a dispersão foi montada entre a Visconde de Sepetiba e a Luís Leopoldo Fernandes Pinheiro.
As 38 agremiações que desfilaram na Rua da Conceição foram: Blocos de Embalo (sábado) - Pauta Quente, Olodumaré, Barro Vermelho, Cio da Capivara, Unidos da Leopoldina, Unidos do Maruí, Preventório, Unidos de Jurujuba e Comunidade Verde e Branca. Blocos de Enredo (domingo) - Segundo grupo: Experimenta, Alegria da Zona Norte, Amigos da Ciclovia, Fora de Casa, Tá rindo por quê? e Se não guenta por que veio? Primeiro grupo: Banda Batistão; Unidos do Castro, Galo de Ouro, Balanço do Fonseca, Grilo da Fonte, Unidos de Piratininga e Ferimento Leve. Escolas de Samba do Grupo de Acesso (segunda-feira) - Unidos da Magnólia Brasil, Império de Araribóia, Bafo do Tigre, Souza Soares, Tá mole, mas é meu, União da Engenhoca, Sacramento, Bem Amado e Garra de Ouro. Grupo Principal (terça-feira) - Unidos da Região Oceânica, Cacique da São José, Grupo dos 15, Independente do Boassu, Mocidade de Icaraí, Folia do Viradouro e Sabiá.
Também houve carnavais de bairro por toda a cidade, em locais como na tradicional Rua Nóbrega, no Jardim Icaraí (onde desfilou a popular "Banda de Icaraí"); em Rio do Ouro; no Pé Pequeno (onde desfilou a popular "Banda de Santa Rosa"); Avenida Central (divisa entre Itaipu e Maravista); Engenho do Mato; Barreto; Engenhoca; Ingá (onde desfila a também popular "Banda do Ingá") e Fonseca.

## Niterói

### Grupo Especial
| Posição | Escolas                         | Classificação ou rebaixamento |
| ------- | ------------------------------- | ----------------------------- |
| 1       | Folia do Viradouro              | Campeã do Carnaval 2013       |
| 2       | Unidos da Região Oceânica       |                               |
| 3       | Independente do Boaçu           |                               |
| 4       | Sabiá                           |                               |
| 5       | Grupo dos Quinze                |                               |
| 6       | Mocidade Independente de Icaraí |                               |
| 7       | Cacique da São José             | Desce para o Acesso 2013      |

### Grupo de acesso
| Posição | Escolas              | Classificação ou rebaixamento    |
| ------- | -------------------- | -------------------------------- |
| 1       | Tá Mole, Mas É Meu   | Sobe para o Especial 2013        |
| 2       | Império de Araribóia |                                  |
| 3       | Magnólia Brasil      |                                  |
| 4       | Garra de Ouro        |                                  |
| 5       | Bem Amado            |                                  |
| 6       | União da Engenhoca   |                                  |
| 7       | Souza Soares         |                                  |
| 6       | Sacramento           |                                  |
| 7       | Bafo do Tigre        | Desce para o Grupo 1-Blocos 2013 |

### Grupo 1-Blocos
| Posição | Escolas            | Classificação ou rebaixamento    |
| ------- | ------------------ | -------------------------------- |
| 1       | Galo de Ouro       | Sobe para o Grupo de acesso 2013 |
| 2       | Unidos do Castro   |                                  |
| 3       | Banda Batistão     |                                  |
| 4       | Ferimento Leve     |                                  |
| 5       | Balanço do Fonseca |                                  |
| 6       | Piratininga        |                                  |
| 7       | Grilo da Fonte     | Desce para o Grupo 2-Blocos 2013 |

### Grupo 2-Blocos
| Posição | Escolas                          | Classificação ou rebaixamento   |
| ------- | -------------------------------- | ------------------------------- |
| 1       | Se não agüenta por que veio      | Sobe para o Grupo 1-Blocos 2013 |
| 2       | Alegria da Zona Norte            |                                 |
| 3       | Experimenta da Ilha da Conceição |                                 |
| 4       | Amigos da Ciclovia               |                                 |
| 5       | Fora de Casa                     |                                 |
| 6       | Tá rindo porquê?                 |                                 |

## Carnamar
Quesito enfeite - Camamu
Quesito animação - Mar Vermelho